# Pseudemys concinna
Pseudemys concinna – gatunek gada z podrzędu żółwi skrytoszyjnych i rodziny żółwi błotnych (Emydidae).

## Nazwa polska
Gatunek nie posiada oficjalnej polskiej nazwy. Stosowana niekiedy w literaturze nazwa „żółw żółtobrzuchy” jest obecnie używana dla podgatunku Trachemys scripta scripta.

## Występowanie
Gatunek ten występuje w środkowych, wschodnich i południowo-wschodnich stanach USA.

## Systematyka
Obecnie zwykle wyróżnia się dwa podgatunki Pseudemys concinna:
- P. concinna concinna (Le Conte, 1830) – prawie cały zasięg gatunku, poza zachodnią i północną Florydą oraz skrajnie południową Georgią[7]
- P. concinna suwanniensis Carr, 1937 – zachodnia i północna Floryda, skrajnie południowa Georgia[7]

Za podgatunek Pseudemys concinna często uznawany był także Pseudemys floridana, obecnie traktowany jako osobny gatunek.

## Charakterystyka
OpisKarapaks barwy od zielonej, poprzez oliwkową, do czarnej u dorosłych żółwi. Plastron żółty lub lekko pomarańczowy. Skóra zielona, oliwkowa lub czarna z kremowymi lub żółtymi pasami.
RozmiaryDługość karapaksu samca do 33 cm, a samicy do 43,7 cm.
BiotopRzeki, kanały, rzadziej jeziora i tereny bagienne.
PokarmGatunek wszystkożerny, dorosłe osobniki preferują pokarm roślinny, młode natomiast pokarm mięsny.